# Інґрід Шмідт
Інґрід Шмідт (нім. Ingrid Schmidt, 3 березня 1945 — 6 серпня 2023) — німецька плавчиня.
Бронзова медалістка Олімпійських Ігор 1960 року, учасниця 1964 року.
Чемпіонка Європи з водних видів спорту 1962 року.